# Marinula acuta
Marinula acuta is een slakkensoort uit de familie van de Ellobiidae. De wetenschappelijke naam van de soort werd in 1835 voor het eerst geldig gepubliceerd door Alcide d'Orbigny.